# Jeux des Trois Nations
Les Jeux des Trois Nations ou Jeux de l'amitié nippo-mandchou (en japonais : 日満華 交歓競技大会) est un tournoi de football amical organisé en Mandchoukouo en septembre 1939.
Le tournoi a lieu au Mandchourie et oppose trois équipes : le Japon, le Mandchoukouo et la République de Chine sous occupation de l'armée japonaise.

## Compétition
| Équipe              | J | V | N | D | BM | BE | DB | Pts |
| ------------------- | - | - | - | - | -- | -- | -- | --- |
| Japon               | 2 | 2 | 0 | 0 | 9  | 0  | +9 | 4   |
| Mandchourie         | 2 | x | x | 1 | 0  | 6  | -6 | x   |
| République de Chine | 2 | x | x | 1 | 0  | 3  | -3 | x   |

     Équipe ; Pts = points; J = joués; G = gagnés; N = nuls; P = perdus;

Bp = buts pour; Bc = buts contre; Diff = différence de buts
| 2 septembre 1939 | Japon | 3 - 0 | République de Chine | Xinjing |  |
|                  |       |       |                     |         |  |

| 3 septembre 1939 | Japon | 6 - 0 | Mandchourie | Xinjing |  |
|                  |       |       |             |         |  |

| septembre 1939 | Mandchourie | ? - ? | République de Chine | Xinjing |  |
|                |             |       |                     |         |  |

## Classement des buteurs
2 buts
- Kim Song-An : x1  Chine - x1  Mandchourie

## Équipe du Japon vainqueur du tournoi
- Sélection : Yukio Tsuda; Masayuki Oyama, Hiroshi Kikuchi, Kim Yong-Sik, Kunitaka Sueoka, Lee Joo-Hyun, Ho Bae, Taizo Kawamoto, Hirokazu Ninomiya, Kazu Naoki, Kim Song-An
- Remplaçants : Junichi Okamoto, Yoshikiyo Watanabe, Minoru Obata, Ryosuke Takashima, Takashi Kasahara, Takashi Genko
- Entraîneur :  Shigemaru Takenokoshi